# Drassanes Reials de Barcelona
Les Drassanes Reials de Barcelona són un edifici d'estil gòtic emplaçat a la façana marítima de la capital de Catalunya. És una de les principals creacions del gòtic civil català, i fou declarat monument historicoartístic per decret del Consell de Ministres d'Espanya el 5 de maig de 1976. Es varen començar a bastir al final del segle xiii durant el regnat de Pere el Gran i des del seu origen es van destinar a la construcció de les galeres de l'armada del rei d'Aragó, però les excavacions arqueològiques realitzades l'any 2012 evidenciaren que a finals del segle xvi s'hi bastiren unes noves drassanes que es corresponen a l'edifici actual. Estigueren sota l'administració de la Diputació del General de Catalunya durant tota l'edat moderna fins al 1714. L'any 1935, foren cedides a l'Ajuntament de Barcelona, que les convertí en seu del Museu Marítim de Barcelona el 1941.

## Història
La drassana, adraçana, dreçana o teraçana és el conjunt d'instal·lacions navals on es construeixen, reparen o conserven els vaixells. El terme prové de l'àrab hispànic dâr aṣ-ṣána (en àrab, dâr aṣ-ṣinâ'a) que significa 'casa de la construcció'. A Catalunya, les primeres drassanes aparegueren a l'Empordà al segle x, i a Tortosa el 945 ordenada per Abd al-Rahman III. L'any 1243 hi ha una Cèdula de Jaume I per referir-se als límits occidentals de la Ribera utilitzant per primer cop la paraula Drassanes.

### La costa Barcelonina fins alseglexiii
La línia de la costa barcelonina ha evolucionat molt al llarg dels anys. La costa del Poble Sec, com a port natural, fou emprada com a port de la ciutat per ibers i romans, usat habitualment fins al segle x i esporàdicament fins al segle xiv. que disposava d'una via d'accés a la ciutat. La mateixa ciutat disposava d'un port possiblement al petit estuari de la desembocadura d'un del torrent del Merdançar o la Riera de Sant Joan, i els vaixells hibernaven a la platja oberta que estava entre el Puig de les Falsies (a l'actual Pla de Palau) i el Convent de Santa Clara de Barcelona (a l'actual Parc de la Ciutadella).

### Les Drassanes de Barcelona
Les drassanes reials no van ser les primeres de les quals va disposar la ciutat. Es tenen notícies que ja s'havia construït una grada a la platja de poca profunditat al costat de la porta de Regomir tocant a la muralla, controlada pel poder municipal i que en 1225 es va declarar inadequada, tot i que es va emprar fins al 1394. La Corona d'Aragó i la seva projecció a la Mediterrània comença en el segle xiii. El regnat de Jaume el Conqueridor (1213-1276), l'any 1243, s'estén cap a Mallorca, València i Múrcia amb l'ajut de les forces navals. La conquesta d'aquests territoris per mar obligava a mantenir una infraestuctura naval per la construcció, manteniment i reparació. Es converteix així necessari crear uns espais especialitzats nous, un element important en la política d'expansió mediterrània. Durant la conquesta de Mallorca i de València, ja figura documentada una segona drassana situada «cap a ponent».

### Drassana de la ciutat o Drassana vella

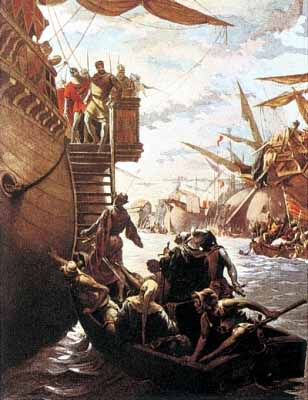
Batalla del golf de Nàpols, obra de Ramon Tusquets i Maignon, 1885.
Roger de Llúria: «cap peix gosarà alçar-se sobre el mar, si no porta un escut o un senyal del rei d'Aragó en la cua»

A principis del segle xiii ja es construïen vaixells extramurs entre el torrent de Cagadell i Montjuïc, en uns terrenys que Jaume el Conqueridor va prohibir la construcció de noves cases i ordenà l'enderroc de les existents.
Durant el regnat de Pere el Gran entre els anys 1275 i el 1285, la conquesta de Sicília i la Croada contra la Corona d'Aragó havia comportat la necessitat de disposar d'un espai per a la conservació i manteniment dels estols reials i es va iniciar la construcció de les drassanes, que constava d'un ampli edifici emmurallat de planta rectangular que estava obert per la banda del mar emmarcant un gran pati central descobert, capaç d'encabir setze galeres amb quatre torres als seus angles, de les quals dues encara existeixen. A partir de la construcció de les noves muralles al segle xiv, les drassanes instal·lades al peu de la muntanya de Montjuïc passen a ser les úniques de la ciutat. Pere el Gran volia plantar cara a Carles d'Anjou i a la Santa Seu, conquerint Sicília. Hi ha un document de l'any 1354 escrit per Pere el Ceremoniós dirigits als cònsols i els mercaders catalans a la ciutat de Pisa durant el setge de l'Alguer que diu: «pregam et encara us manam spressament què, ab sobirana diligència, encerquets et spiets si·ls jenoveses enamichs nostres, ne lo rey Lois de Nàpols armen ne quins apareylls fan d'armar». Aquest fet és una mostra de com l'estratègia militar naval començava a tenir un gran pes en la política de la Corona.

Els murs perimetrals eren febles a les inclemències de la natura i una primera tramada de vuit naus fou bastida al voltant del 1290. Alfons el Benigne, el 1328 va consignar la necessitat de cobrir-les, però per problemes amb la hisenda real i amb calamitats naturals, com grans tempestes, les obres progressaven molt lentament i així van continuar amb l'arribada del nou rei Pere el Cerimoniós, que va intentar traslladar a l'antic sector de la Ribera les drassanes, en veure que els vaixells allí s'espatllaven. La proposta del Consell de Cent de la ciutat del 9 de juny de 1378, després de deplorar que "la drassana":
| «                                    | no sia coberta e per aço les galeres estiguin dins d'aquella a sol e vent e pluja, perquè són dins breu temps consumides e destruïdes | » |
| — Consell de Cent, 9 de juny de 1378 | |   |

va impedir aquest trasllat i va cooperar amb el finançament del projecte de la construcció, oferint a Pere el Cerimoniós l'aportació de 10.000 florins en set anys i demanant al monarca una contribució reial de 7000 florins, a més del permís per a tenir a cobert les galeres pertanyents a la ciutat. Pere el Ceremoniós va instituir l'ofici de drassaner com a responsable de la conservació de les Drassanes i rep ordres directes del Rei. També s'encarrega del préstec de les galeres i els seus forniments. L'any 1381 les Drassanes ja poden acollir 8 galeres. El desmantellament progressiu de les drassanes municipals va suposar l'aprofitament de l'espai central de la façana marítima per a nous usos.
Segons consta a l'únic llibre d'obra que s'ha conservat de la construcció de les drassanes del temps comprès entre 11 d'abril de 1383 i 15 d'agost de 1384, se sap que es van construir quatre magatzems i els treballs d'ensostrament de la meitat septentrional. Els materials utilitzats eren els carreus de la pedrera de Montjuïc, la sorra de la mateixa platja propera a l'obra, la fusta del Baix Ebre i de les Gavarres i el cordam i les rajoles de València.
Una gran ampliació es va realitzar sota el regnat de Joan el Caçador, a causa de les necessitats navals dels homes de negoci catalans i de la Corona d'Aragó, es va signar un nou acord entre el rei i la ciutat de Barcelona el 1390, per a l'ampliació de les drassanes i la creació d'un palau reial adossat, amb una plaça oberta al mar seguint com a model el Palazzo Ducale i la Piazzetta di San Marco de Venècia, llavors també en construcció. La realització del palau no es va portar a terme; per excavacions efectuades modernament, solament s'han trobat els fonaments, i la pedra i els diners destinats inicialment a l'obra es van destinar a l'Hospital de la Santa Creu de Barcelona. Una de les reformes més importants va ser la cobertura del pati central, la construcció del Porxo Nou que constava de dues plantes amb portal i pati i merlets a la seva part exterior al mar. Sota el regnat d'Alfons el Magnànim, fou l'època de major activitat, l'any 1423 s'hi van construir dotze galeres alhora. El conjunt de l'any 1381, constava de vuit naus de divuit trams separats per pilars de planta quadrada de 77 cm de costat per 6 m d'altura, de cada pilar arrenquen dos arcs torals i dos formers de mig punt que sostenen les bigues del sostre amb coberta a dues aigües. A finals del segle xv hi havia construïdes setze naus.

### Drassana reial o Drassana nova

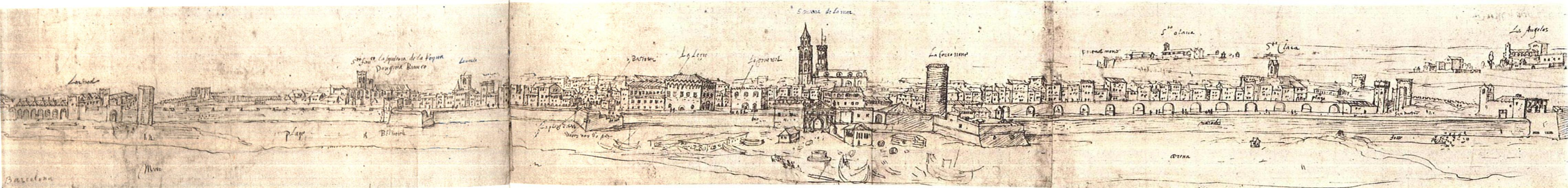
Dibuix preparatori per a la vista de Barcelona d'Anton van der Wyngaerde (1563). Les Drassanes es veuen a l'esquerra de la imatge

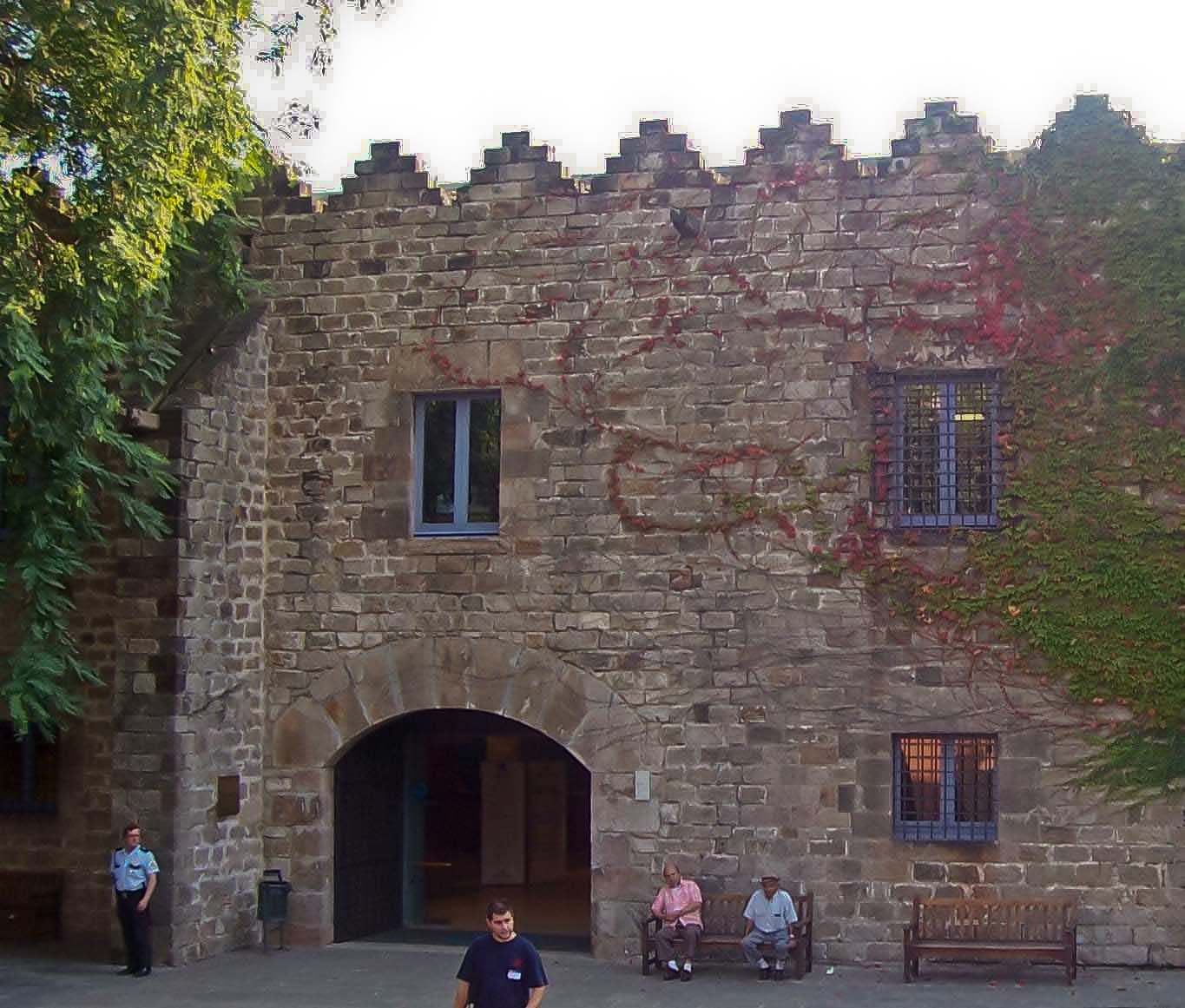
Entrada al Museu Marítim de Barcelona

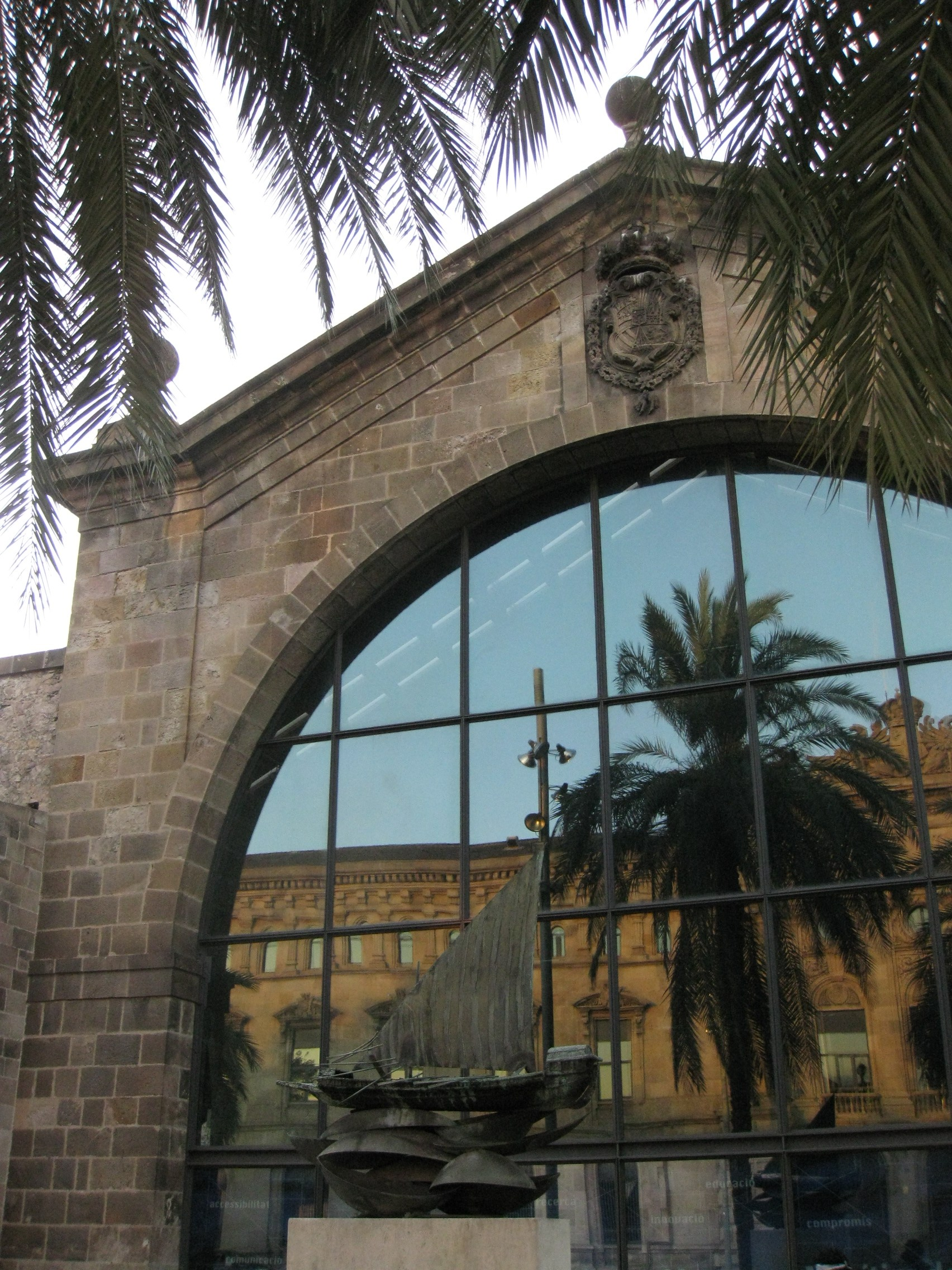
Arc de la nau central, on es veu reflectit l'edifici de la Duana

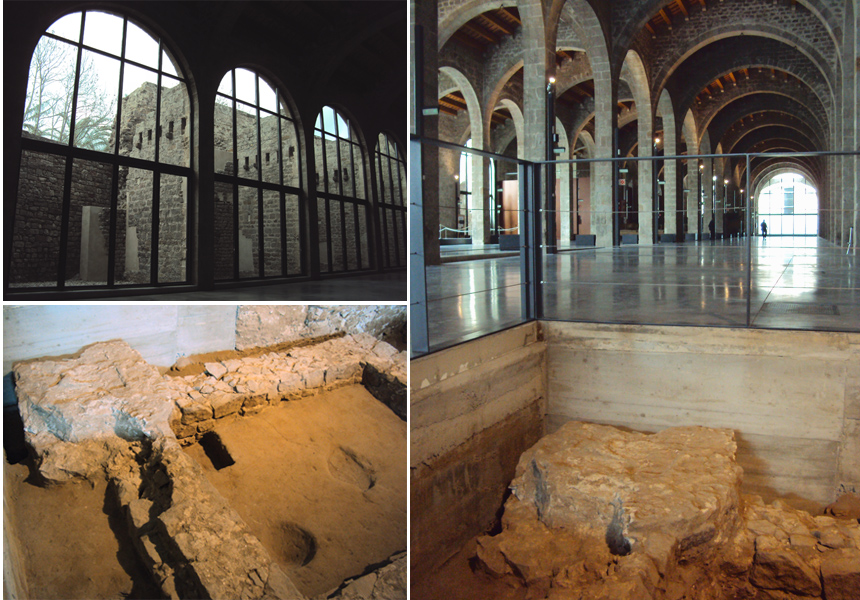
Nova vista interior de la muralla, mausoleu i nau lateral (2013)

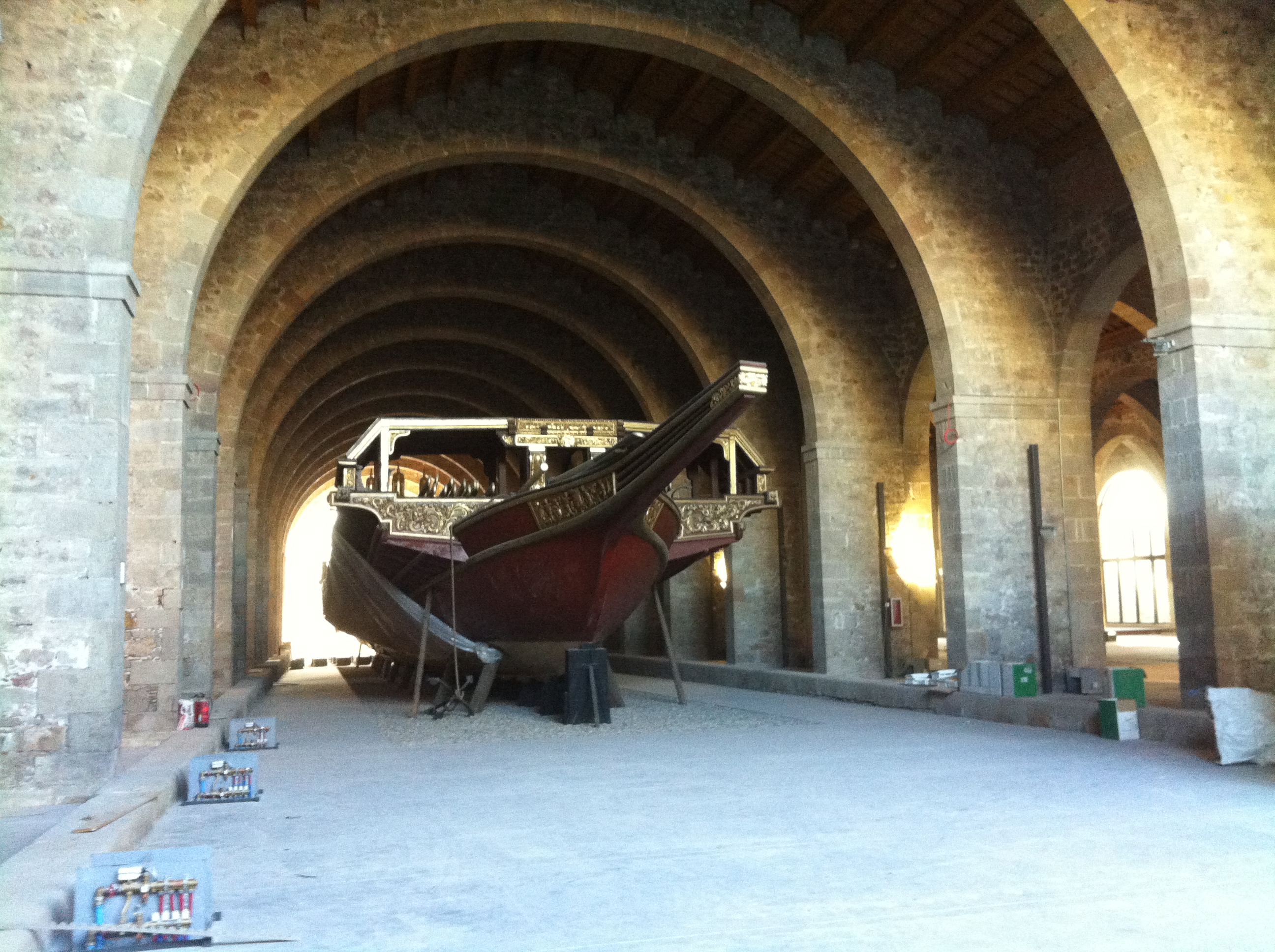
Protecció de la Galera Reial durant la rehabilitació (2010-2012)

Al segle xvi se’n van enderrocar els sis trams de naus més propers al mar, però es tornaren a reconstruir diversos metres enrere terra endins seguint el mateix estil gòtic, que és l'edificació que es pot veure en l'actualitat. La construcció del segle xvi es va fer seguint l'estil arquitectònic del gòtic civil perquè durant dos segles s'havia mostrat com l'estructura més eficient possible. Així mateix, l'aterrament de les drassanes medievals i la reconstrucció uns metres terra endins va ser motivada perquè la construcció del port de Barcelona un segle enrere havia alterat greument els fluxos marítims, fet que provocà l'avenç de la línia de la costa i inundant seriosament les drassanes medievals.
Des de la segona dècada del segle xvi, hi havia la intenció de construir un baluard com a final de la muralla moderna de la ciutat, formant part d'una dàrsena al costat de les Drassanes, que es va començar a construir el 1552, i s'anomenà Baluard del Rei (o de les Puces). Fou enderrocat a finals del segle xix per a l'ampliació del port i l'obertura de l'avinguda del Paral·lel.
La galera reial de Joan d'Habsburg i Blomberg, vaixell insígnia a la batalla de Lepant, es va construir en aquestes drassanes l'any 1571.
La Diputació del General es va fer càrrec de la seva administració a partir de l'any 1578, i va construir el 1618 tres noves naus de disseny i materials idèntics a les de l'època medieval, encara que de dimensions diferents i situades transversalment a les altres. Entre els anys 1641/1644 es va fortificar el recinte amb motiu de la Guerra dels Segadors. En la dècada de 1640 es va construir la nau central, suprimint una filera de pilars per a guanyar espai per les dimensions dels nous models de vaixells que es construïen llavors.
Amb la caiguda de Barcelona en mans de l'exèrcit de Felip IV d'Espanya les autoritats catalanes restaven novament sota l'obediència del rei castellà i les Drassanes Reials de Barcelona es convertiren en caserna en 1653, i el 1663 van passar a jurisdicció militar. Van servir també com a fàbrica d'artilleria, i posteriorment com a caserna, polvorí, llatzaret, i parc d'artilleria i mestrança. S'hi van construir un forn gran o ferreria, fargues, encluses i un martinet.
Al segle xviii, després de la guerra de Successió el comte de Lecherrainne feu un projecte de fortalesa a les Drassanes, que fou descartat en favor de la construcció de la Fortalesa de la Ciutadella pel flamenc Joris Prosper Van Verboom, i s'hi va instal·lar una caserna d'artilleria de l'exèrcit espanyol, mentre que l'activitat de construcció naval es va traslladar a l'Arsenal de Cartagena.
Un cop aprovat l'abandonament de l'edifici per usos militars el 1927, la caserna d'artilleria romandria fins a l'any 1935, quan les es va cedir a l'Ajuntament, que va fer enderrocar la part més propera a la Rambla, on posteriorment es construiria la Comandància de Marina. El 1937, la Generalitat republicana les va incloure en el Registre del Patrimoni Històric, Artístic i Científic de Catalunya, i el 18 de gener de 1941 s'hi va inaugurar el Museu Marítim.
El 1950, l'arquitecte Adolf Florensa i Ferrer en va iniciar la restauració per tal d'adequar-les a l'ús museístic. La intervenció va incloure la reconstrucció de contraforts mitjançant arreus travats amb els dels pilars ocultant les dovelles cisellades que demostraven la continuïtat de les naus vers el mar, en canvi en la façana de la torre situada just al costat es van reconstruir les parts inexistents amb altres materials. El 1960, José María Martínez-Hidalgo y Terán, director del museu, hi va projectar un conjunt de reformes, concretades en el Proyecto de reconstrucción de las Reales Atarazanas y de ampliación del Museo Marítimo redactat per la Diputació de Barcelona (1962), consistents en l'enderrocament dels envans de les naus IV i V i el tresllat dels tallers a la nau V, l'ampliació de la sala Marques de Comillas a les naus IX i X, la construcció d'una escala a la nau X fins al nivell de la sala Pere IV i el cobriment de les naus de la VI a la X, que van començar el 1965. La construcció de la reproducció de la Galera Reial va començar el 1967 i s'inaugurà el 1971.
L'1 de febre del 1993 es va constituir el «Consorci de les Drassanes Reials i Museu Marítim de Barcelona», amb la participació de l'Ajuntament, la Diputació i l'Autoritat Portuària de Barcelona. El Pla d'Actuació i Ordenació de les Drassanes Reials de Barcelona, redactat pels arquitectes Robert i Esteve Terradas i Muntañola. establí les reformes i restauracions necessàries per a la utilització de l'espai. Les obres es van executar per fases, començant per la Sala Comillas (1985-1986), l'edifici de Pere IV i les naus de la Generalitat (1994-1995). El Pla es va actualitzar el 1999 i va incloure noves intervencions a l'edifici de Pere IV i les naus de la Generalitat, i intervencions al porxo del passeig Josep Carner (2002-2003).
L'última fase de les obres s'ha realitzat entre el 2010 i el 2012 i ha tingut un cost de 17 milions d'euros, provinents de la Diputació de Barcelona, l'Ajuntament de Barcelona i el Ministeri de Foment. S'ha fet, per exemple, la rehabilitació integral de la teulada, la climatització de les naus centrals, l'anivellament del paviment, la construcció d'una nova biblioteca marítima, un nou centre de documentació, una sala per a activitats didàctiques i una sala de reserves amb les característiques necessàries per a la conservació de les peces.
Durant els treballs d'adequació s'hi van fer també intervencions que van aportar dades rellevants sobre la història de l'edifici. Per una banda, es van trobar restes d'una necròpolis romana, i també es va poder determinar que gran part del que es conserva avui dia no és medieval com es creia, sinó d'època moderna (segle xvi), però mantenint l'estil gòtic original.

## Recerca
Entre 1941 i 2007 es realitzaren nombroses tasques de recerca sobre les Drassanes Reials de Barcelona, però la creació de l'Oficina de Recerca (2000) i l'Observatori Permanent de la Mediterrània (2007) es definí quan es defineix el programa Drassanes Reials de Barcelona per donar major coherència i tractar de forma global el conjunt.